# Tegecoelotes echigonis
Tegecoelotes echigonis là một loài nhện trong họ Amaurobiidae.
Loài này thuộc chi Tegecoelotes. Tegecoelotes echigonis được miêu tả năm 2009 bởi Nishikawa.